# Schweizer Truppen in französischen Diensten 1798–1815

Wappen von Kaiser Napoleon I.
1804–1815

Knapp zehn Jahre nach Ausbruch der Französischen Revolution befanden sich 1798 bereits wieder Schweizer Truppen in französischen Diensten für Napoleon Bonaparte.
Die französische Nationalversammlung hatte 1792 für ihre Bürger die allgemeine Wehrpflicht eingeführt und die Schweizer Truppen des Königs entlassen. Nun, durch den enormen Truppenbedarf der Kriege Frankreichs gegen die europäischen Machtrivalen, wurden sie wieder benötigt.
16 Schweizer Einheiten dienten Napoleon im Zweiten Koalitionskrieg 1798 bis 1802, bei der Niederschlagung der Haitianischen Revolution 1802 und beim Aufbau und Niedergang der napoleonischen Ordnung Europas 1803 bis 1815.
Der Franzoseneinfall 1798 und die Errichtung der Helvetischen Republik als Satellitenstaat Frankreichs wurden zum Ausgangspunkt der Entstehung der heutigen Schweiz.
Schweizer Truppen in fremden Diensten hiess der von Behörden der Schweizerischen Eidgenossenschaft mit Staatsverträgen geregelte Solddienst von geführten, ganzen Truppenkörpern im Ausland.
Diese Verträge enthielten ein Kapitel, das die militärischen Angelegenheiten regelte: die sogenannte Kapitulation (oder Privatkapitulation, wenn einer der Vertragspartner ein privater Militärunternehmer war).

## Übersicht der Schweizer Truppen in französischen Diensten
| #fra | Bezeichnung                | Jahr      |
| ---- | -------------------------- | --------- |
| 71   | 1. Helvetische Halbbrigade | 1798–1805 |
| 72   | 2. Helvetische Halbbrigade | 1798–1805 |
| 73   | 3. Helvetische Halbbrigade | 1798–1805 |
| 74   | 4. Helvetische Halbbrigade | 1798–1800 |
| 75   | 5. Helvetische Halbbrigade | 1798–1800 |
| 76   | 6. Helvetische Halbbrigade | 1798–1800 |
| 77   | 1. Helvetische Legion      | 1799–1800 |
| 78   | 2. Helvetische Legion      | 1799–1800 |
| 79   | Regiment Beli              | 1799–1800 |

| #fra | Bezeichnung                             | Jahr      |
| ---- | --------------------------------------- | --------- |
| 80   | 1. Schweizer Regiment                   | 1805–1815 |
| 81   | 2. Schweizer Regiment                   | 1806–1815 |
| 82   | 3. Schweizer Regiment                   | 1806–1815 |
| 83   | 4. Schweizer Regiment                   | 1806–1815 |
| 84   | Walliser Bataillon                      | 1805–1811 |
| 85   | Neuenburger Bataillon                   | 1807–1814 |
| 86   | Bataillon Stoffel (2. Fremden-Regiment) | 1815      |

Napoleon Bonaparte (1769–1821) – Herrscher über Europa – Aufstieg und Fall
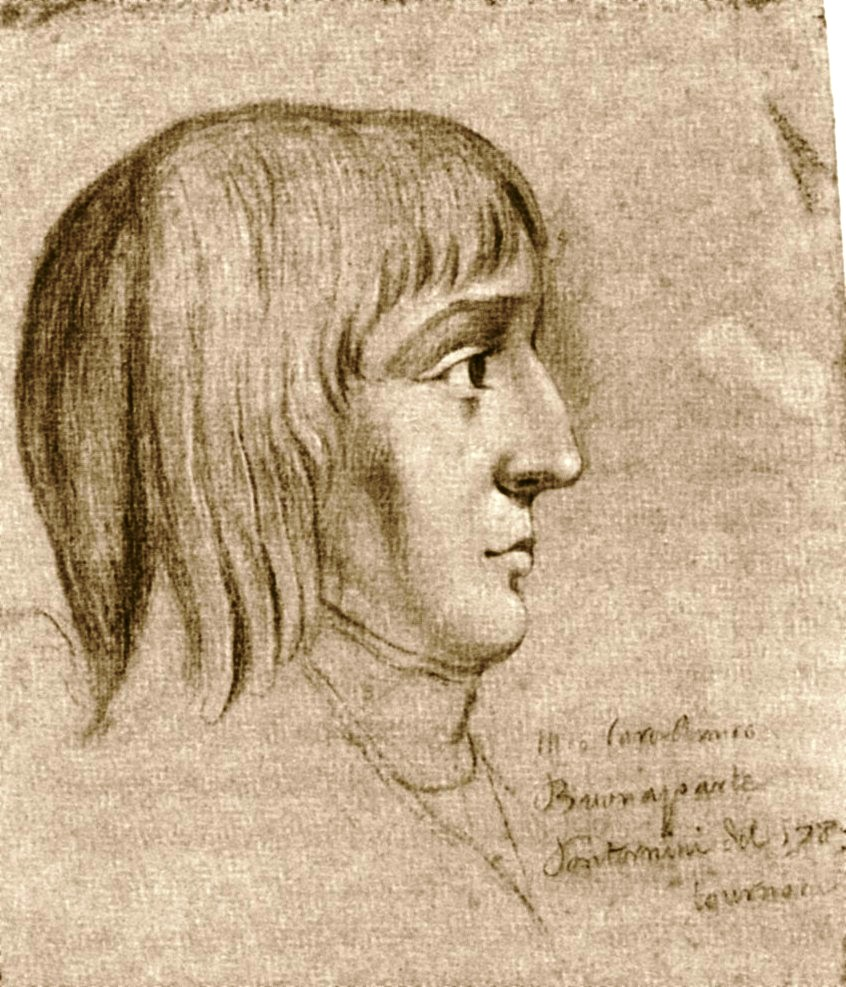
1779 Kadett
1795 General
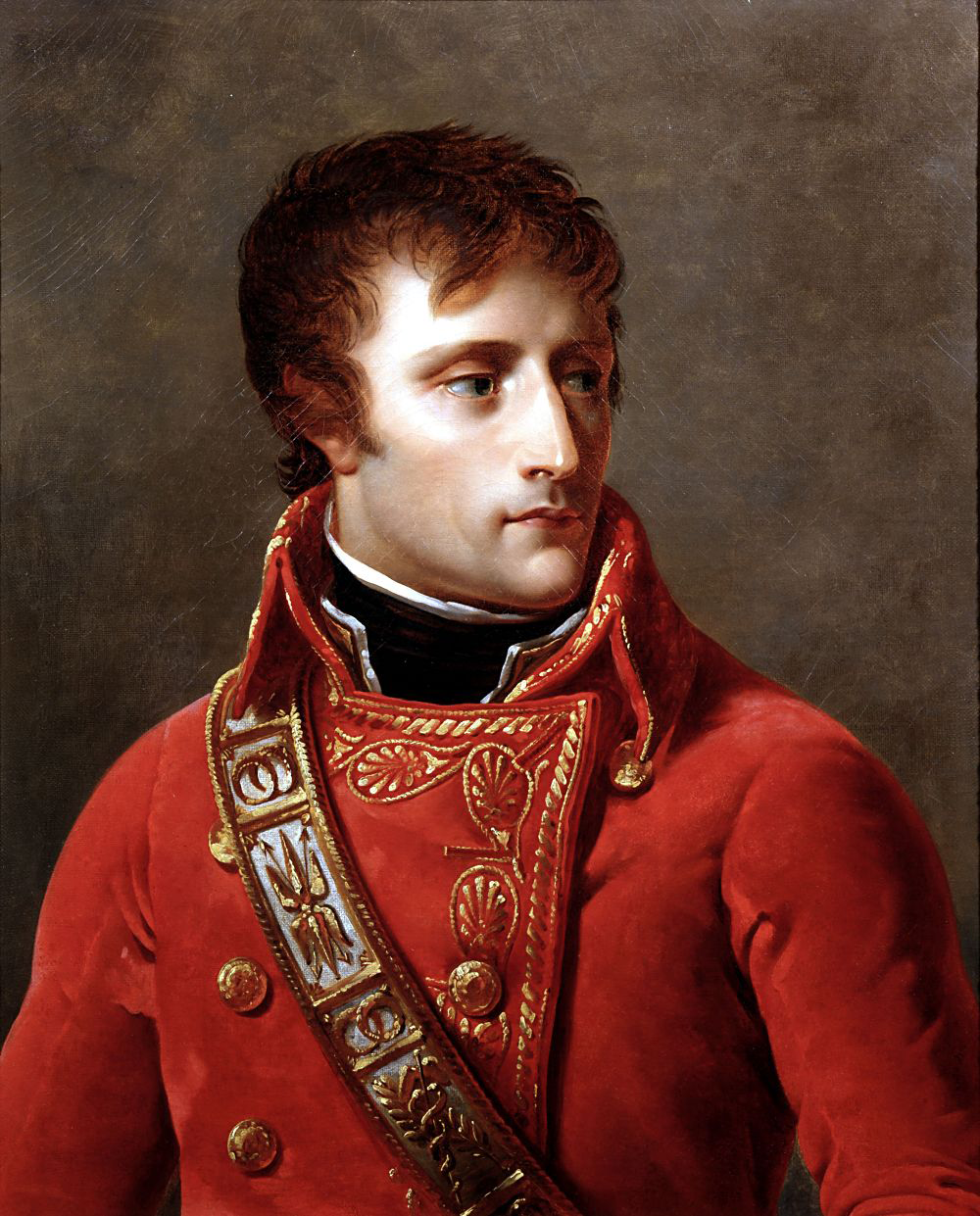
1799 Erster Konsul
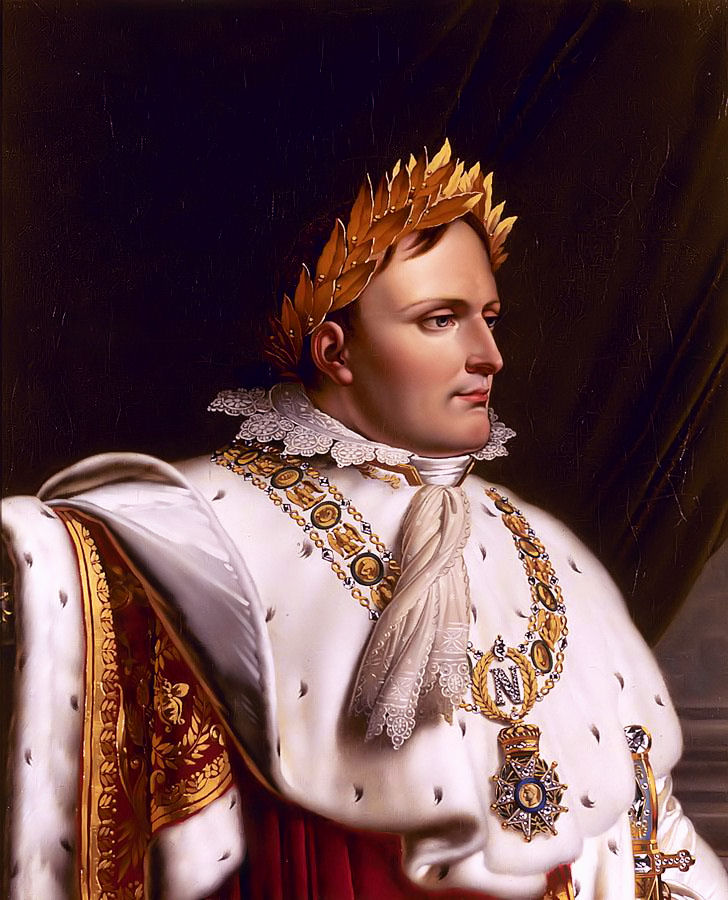
1804 Kaiser
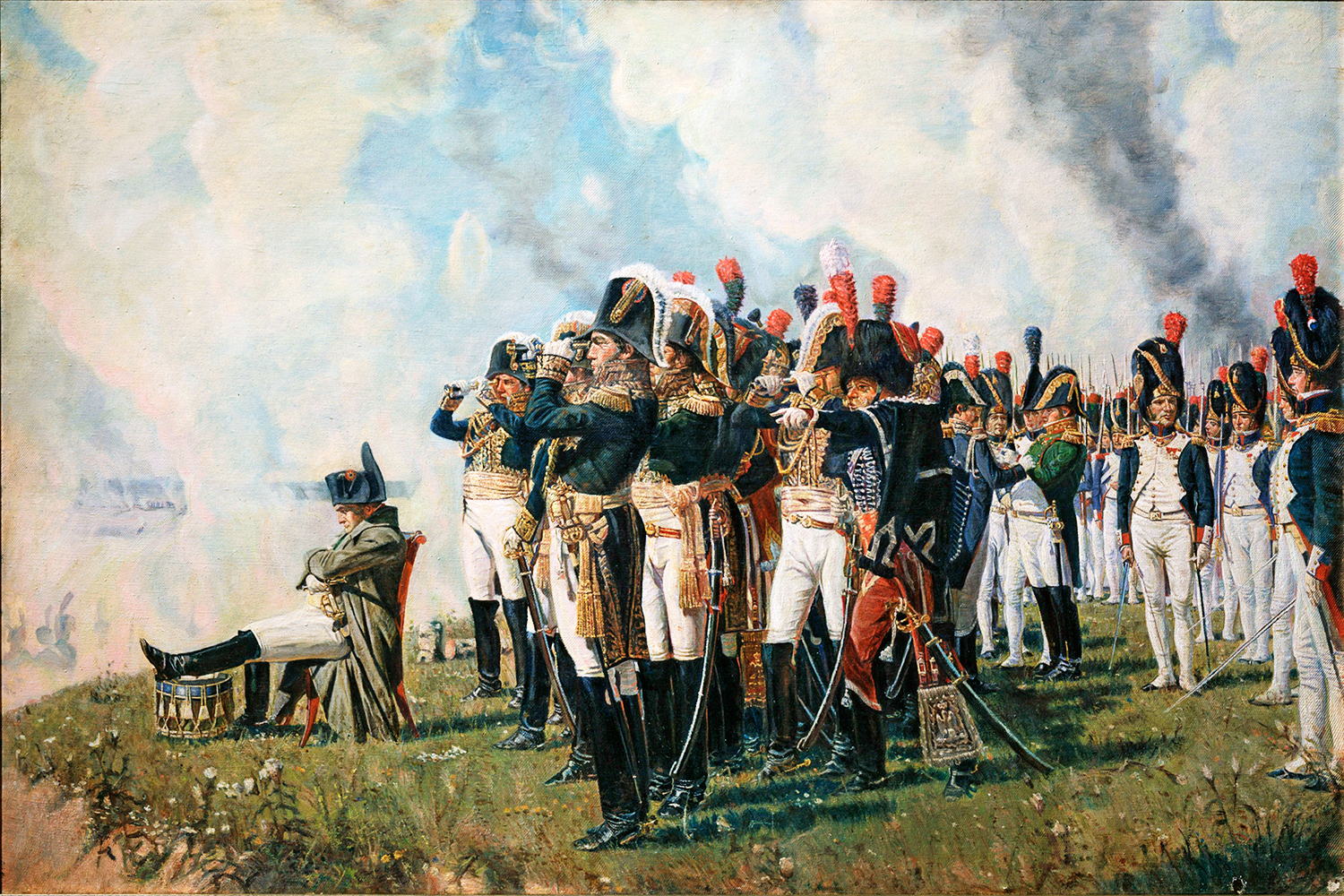
1812 Feldherr
1812 Besiegter
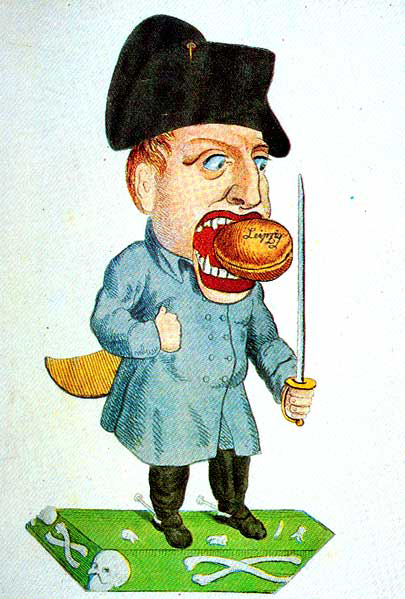
1814 Karikatur
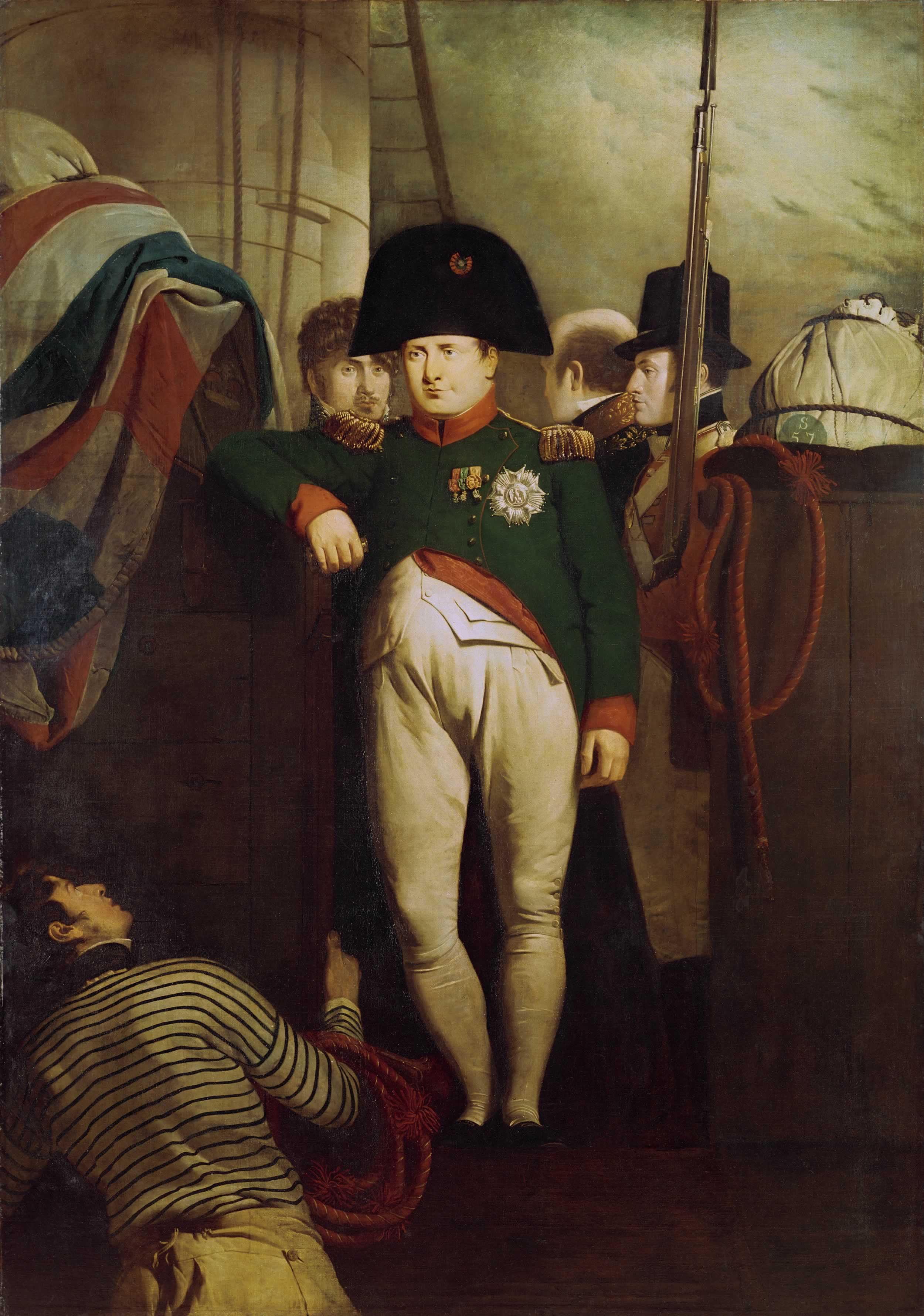
1815 Verbannter

## Hilfstruppen der französischen Besatzungsmacht während der Helvetischen Republik 1798–1803

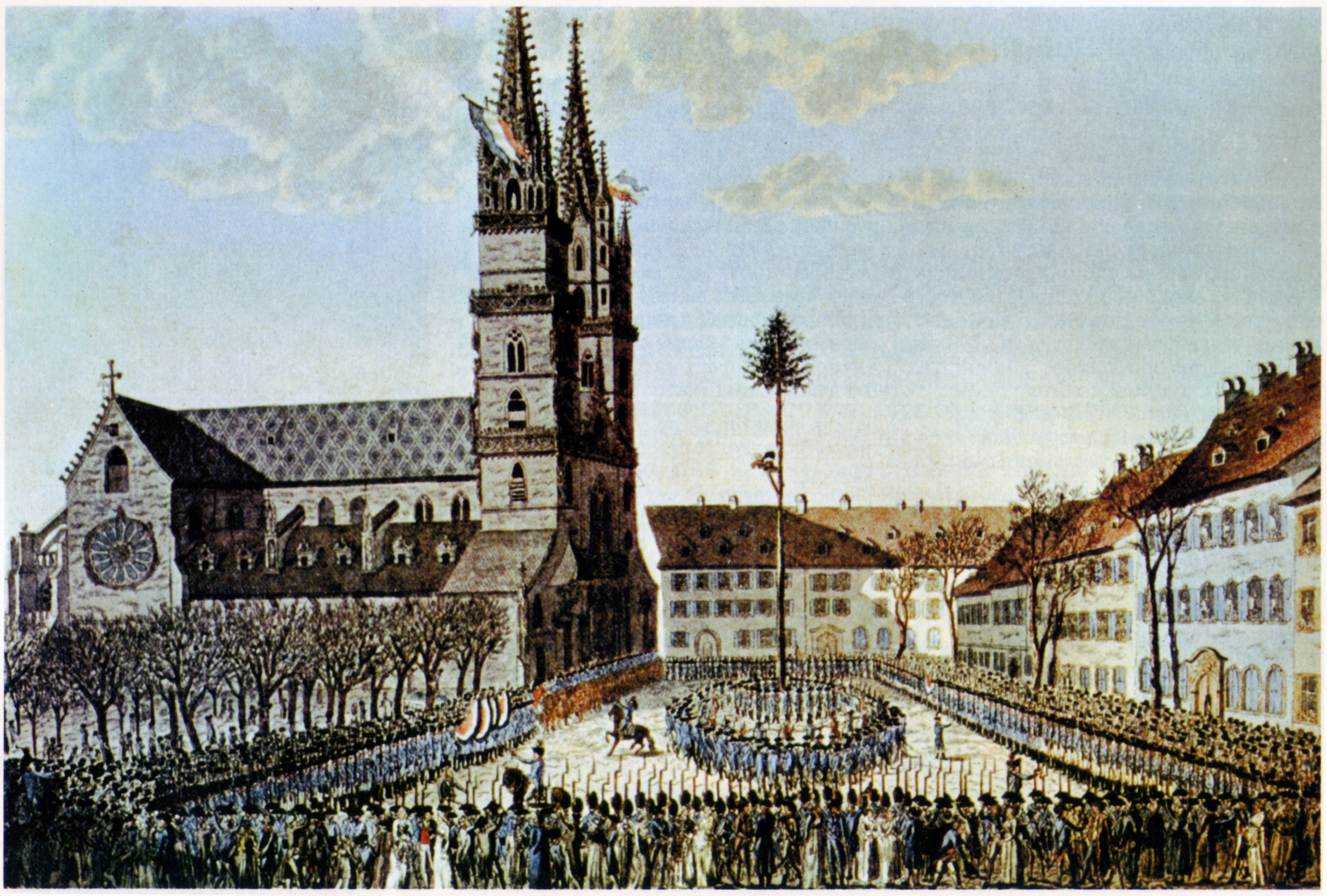
Freiheitsbaum auf dem Münsterplatz in Basel im Januar 1798

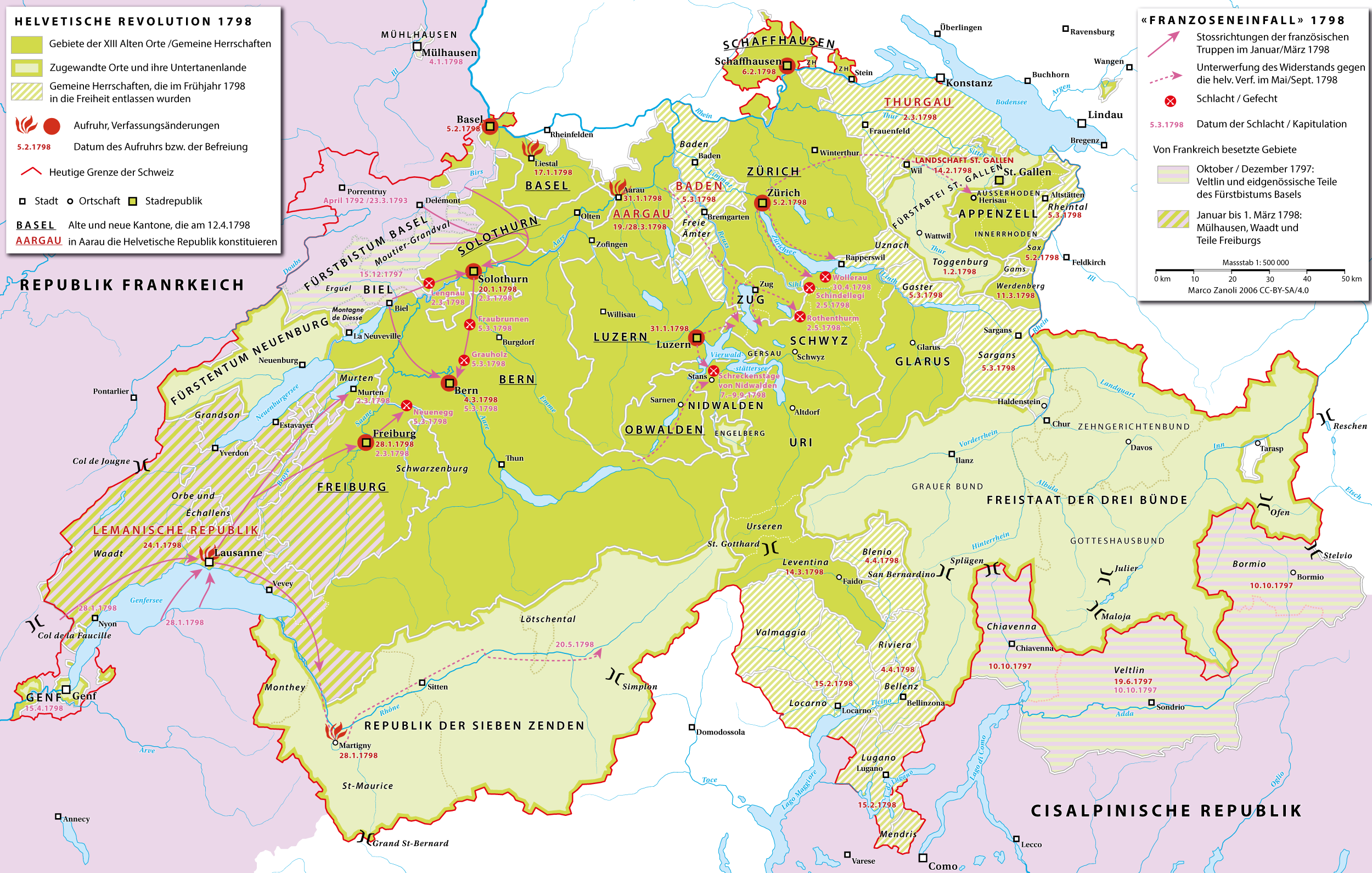
Helvetische Revolution und Franzoseneinfall 1797/98

Gerade 26 Jahre alt war Napoleone Buonaparte, als er 1795 vom 1. Direktorium der Ersten Französischen Republik zum Oberbefehlshaber der Armee des Innern ernannt wurde. Der Spross korsischen Landadels, mit herausragendem militärischem Talent gesegnet und von brennendem Ehrgeiz erfüllt, wurde durch die chaotischen Umwälzungen der Revolution an die Spitze der Gesellschaft katapultiert. Vier Jahre später wurde er durch einen Militärputsch zum Mitglied des Direktoriums, das er als Erster Konsul entmachten konnte. 1804 krönte sich Napoleon Bonaparte, wie er sich inzwischen nannte, selber als Alleinherrscher zum Kaiser Napoleon I. Er sollte den europäischen Kontinent bis 1815 prägen – im Guten wie im Schlechten – wie kaum ein anderer vor oder nach ihm.
1797, nach seinem siegreichen Feldzug in Italien, brachte eine Reise durch die Schweiz Napoleon zur Überzeugung, dass dort die Lage günstig sei für den Revolutionsexport. Das 2. Direktorium der Ersten Republik beschloss daraufhin, die Alte Eidgenossenschaft in eine Einheitsrepublik nach französischem Vorbild zu verwandeln, und beauftragte den Basler Oberstzunftmeister Peter Ochs mit der Ausarbeitung der Verfassung für eine «Helvetische» Republik. Zusätzlich verlegte Napoleon eine Division aus Italien nach Versoix bei Genf und besetzte den südlichen Teil des ehemaligen Fürstbistums Basel im Jura. Die Reaktion der eidgenössischen Behörden des Ancien Régime war erschreckend hilflos.
Der Funke der Helvetischen Revolution ging von Basel aus, wo im Januar 1798 ein Freiheitsbaum errichtet wurde. Die Alte Eidgenossenschaft brach in wenigen Monaten auseinander, endgültig, als noch im selben Jahr die französischen Truppen General Schauenburgs, unter Bruch des Vertrages zum Ewigen Frieden von 1516, die Schweiz besetzten. Nur in der Innerschweiz, im Wallis und in Graubünden gab es längeren Widerstand, der jedoch brachial gebrochen wurde.
Frankreich als Besatzungsmacht richtete die Helvetische Republik als Tochterrepublik ein und schloss mit dem Helvetischen Direktorium bereits 1798 ein förmliches Offensiv- und Defensivbündnis ab:
- Aufhebung der bisherigen Neutralität (die Schweiz wurde vom Protektorat Frankreichs zu dessen Vasallenstaat);
- Vereinbarung der gegenseitigen offensiven und defensiven Hilfestellung (Schweizer Truppen in französischen Diensten konnten nun auch offiziell im Angriffskrieg verwendet werden);
- Freie Passage für Frankreichs Truppen über die Heerstrassen durch das Wallis, die Pässe Simplon und Grosser Sankt Bernhard sowie entlang des Hochrheins und Bodensees (eines der Hauptziele Napoleons);
- Zusage der Salzversorgung an die Eidgenossen.

Auszug aus der darauf folgenden Kapitulation:
- Ein Korps von 18'000 Mann in 6 Brigaden;
- Die Halbbrigade aus einem grossen und kleinen Stab und 3 Bataillonen bestehend;
- Das Bataillon aus 8 Füsilier- und 1 Grenadierkompanie zusammengesetzt;
- Der grosse Stab mit 12 Offizieren und 4 Unteroffizieren: 1 Brigadekommandant, 4 Bataillonskommandanten, 1 Quartiermeister, 3 Adjutant-Majore, 3 Feldärzte, 3 Adjutant-Unteroffiziere, 1 Train-Unteroffizier;
- Der kleine Stab mit 2 Unteroffizieren, 8 Soldaten und 4 Nicht-Kombattanten: 1 Tambourmajor, 1 Tambour-Korporal, 8 Bläser, 2 Handwerker (Gamaschenschneider, Schuster, Schneider, Büchsenmacher);
- Die Füsilierkompanie mit 123 Mann: 1 Kommandant, 1 Leutnant, 1 Unterleutnant, 1 Feldweibel, 1 Fourier, 4 Wachtmeister, 8 Korporale, 104 Füsiliere, 2 Tambouren;
- Die Grenadierkompanie mit 83 Mann: 1 Kommandant, 1 Leutnant, 1 Unterleutnant, 1 Feldweibel, 1 Fourier, 4 Wachtmeister, 8 Korporale, 64 Grenadiere, 2 Tambouren;
- Die Halbbrigade, geführt von einem Obersten, die Brigade von einem Brigade-General und über ihnen, als oberster Chef der Truppen, der Divisions-General;
- Die (obwohl Bestandteil der französischen Armee!) eigene Gerichtsbarkeit mit einem in Basel angesiedelten Kriegsgericht, mit dem Kommandanten der 2. Halbbrigade als permanentem Präsidenten, 1 Komissär des Helvetischen Direktoriums, 1 Berichterstatter, 1 Schreiber und 6 Richtern (2 Hauptleuten, 2 Leutnants, 1 Unterleutnant und 1 Unteroffizier);
- Die Uniform blau (ab 1803 rot) mit verschiedenfarbigen Aufschlägen und Kragen je nach Halbbrigade (ab 1803 die 1. Halbbrigade weiss, die 2. blau und die 3. gelb), bestehend aus 1 Uniformrock, 1 weisse Weste, 1 weisse Hose, 1 schwarzer Filzhut, die Uniformknöpfe mit der Nummer der Halbbrigade (1. bis 3. von gelber und 4. bis 6. Halbbrigade weisser Farbe), die Offiziere mit silbernen Achselstücken und Gradabzeichen (auf eigene Rechnung zu beschaffen);
- Die Ausrüstung: 1 Tornister, 2 Paar Schuhe, 2 Paar Gamaschen, 2 Paar Strümpfe, 2 Hemden, 1 Arbeitskittel, 1 Ledersack mit persönlich zu beschaffenden Gegenständen (Nastücher, Bürsten, Messer usw.);
- Die Bewaffnung: 1 Gewehr, 1 Patronentasche mit Putzzeug, 1 Gewehrriemen, 1 Bajonett, persönliches Lederzeug. Die Unteroffiziere ab Wachtmeister trugen einen Säbel und die Offiziere einen Degen.

Da die Helvetische Republik zu wenig Gewehre aus eigener Produktion und zumeist nur in ungenügender Qualität bereitstellen konnte, wurde von General Schauenburg aus den französischen Zeughäusern Grenoble, Metz, Mainz, Neuf-Brisach und Hünigen das Standardgewehr der napoleonischen Zeit abgegeben:
Das französische Infanteriegewehr Modell 1777, aus der königlichen Waffenfabrik in Charleville (in den Ardennen), war ein Vorderlader mit Kaliber 17,5 mm, 146 cm (188 cm mit Bajonett) Länge über alles und 4,12 kg (4,46 kg) Gewicht. Es hatte ein neunzehnteiliges Feuersteinschloss und verschoss Patronen, bestehend aus einer Papierhülse mit Schwarzpulver und Kugel. Der Schütze musste die Papierhülse oben mit der Kugel mit den Zähnen abbeissen, etwas Pulver aus der offenen Papierhülse in die Pulverpfanne des Schlosses schütten, die Kugel aus dem Mund in den Lauf gleiten lassen, mit dem Ladestock das speichelfeuchte Papierstück vor die Kugel stopfen, das Schloss spannen, zielen und abdrücken. Als durchschnittliche Schusskadenz ergab sich ungefähr ein Schuss pro Minute. Als maximale Schussdistanz wurden 234 m angegeben, wobei die Wirkung über 130 m praktisch ausblieb.

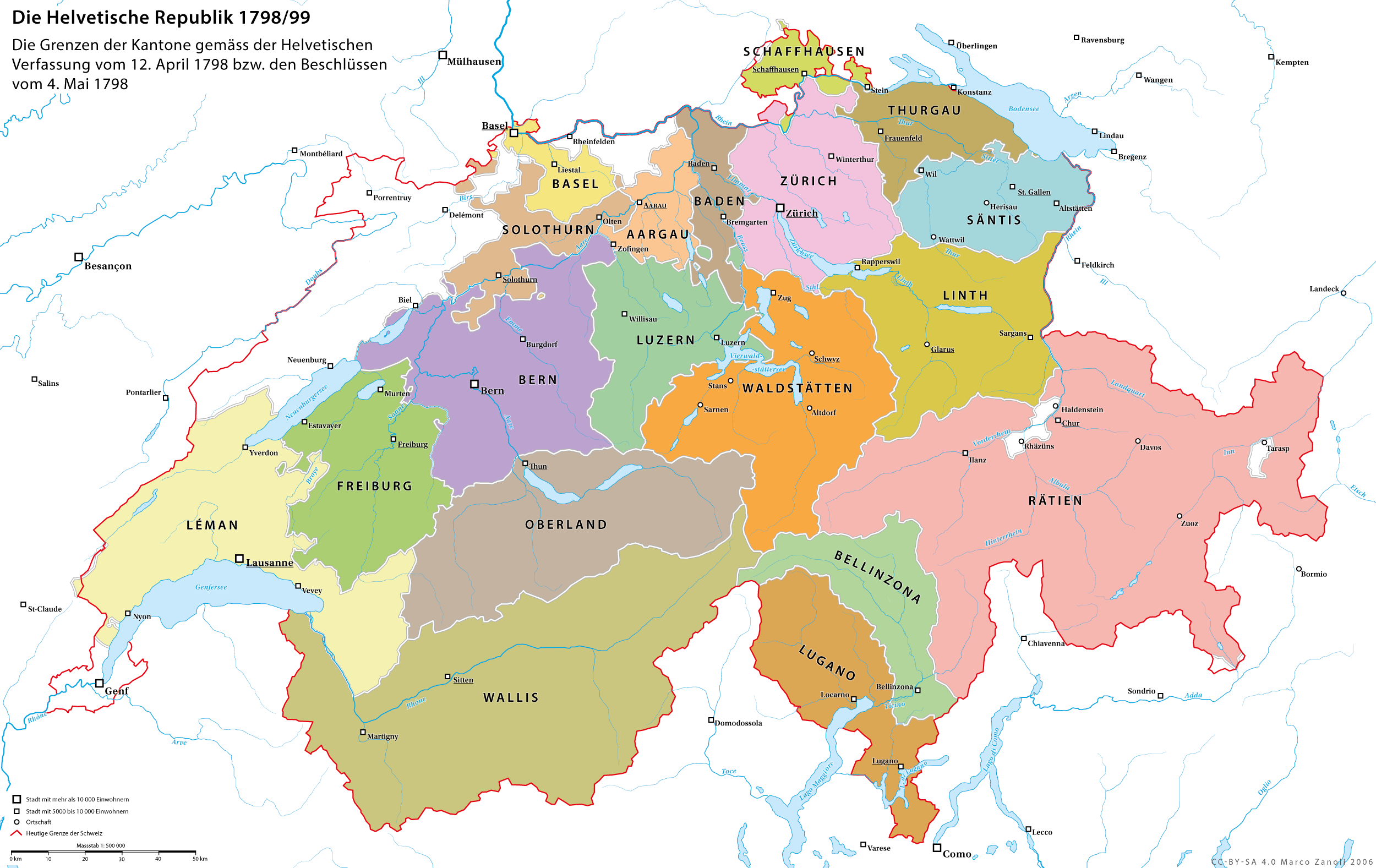
Kantone der Helvetik

Vom Sollbestand von 18'000 Mann hatten die 19 helvetischen Kantone, mit insgesamt knapp 350'000 männlichen Bewohnern, folgende Kontingente aufzubringen:
Bellinzona 360 Mann, Zürich 2'370, Waldstätten 820, Basel 500, Oberland 510, Baden 580, Léman 1'750, Solothurn 460, Freiburg 940, Bern 1'970, Aargau 670, Luzern 950, Schaffhausen 310, Linth 1'050, Lugano 780, Wallis 460, Thurgau 820, Säntis 1'330 und Graubünden 1'370.
Als Sammlungsplätze wurden von Schauenburg Bern, Freiburg, Lausanne und Basel vorgegeben und vom Helvetischen Direktorium noch Thun beigefügt. Sie mussten deshalb teilweise von der französischen Besatzung geräumt werden. Von den untergeordneten Werbeplätzen Vevey, Nyon, Yverdon, Avenches, Luzern, Zürich, Frauenfeld, St. Gallen und Appenzell wurden die Rekruten in Gruppen von 20 bis 30 Mann dorthin geführt.
| Bezeichnung, Einsatzdauer         | (71fra) 1. Helvetische Halbbrigade 1798–1805 (72fra) 2. Helvetische Halbbrigade 1798–1805 (73fra) 3. Helvetische Halbbrigade 1798–1805 (74fra) 4. Helvetische Halbbrigade 1798–1800 (75fra) 5. Helvetische Halbbrigade 1798–1800 (76fra) 6. Helvetische Halbbrigade 1798–1800 |
| Jahr, Vertragspartner             | 1798, Offensiv- und Defensivbündnis mit Kapitulation der Ersten Französischen Republik mit dem Direktorium der Helvetischen Republik. |
| Bestand, Formation                | Vom Sollbestand, 18'000 Mann in 6 Halbbrigaden, wurden bis Ende Mai 1799 effektiv weniger als ein Viertel davon erreicht, rund 4'000 Mann (1. Halbbrigade: 98/935 Offiziere/Mann; 2.: 92/643; 3.: 64/500; 4.: 87/367; 5.: 89/617; 6.: 79/567; Total: 509 Offiziere, 3587 Mann. Gefordert waren 775 Offiziere und 17'225 Mann). Zudem waren die Desertionszahlen horrend (die Versorgung im ausgebeuteten Land war meist katastrophal und die Soldauszahlung unregelmässig, wenn überhaupt). 1800, im Januar, wurde deshalb die Anzahl der Halbbrigaden von sechs auf drei reduziert: Die 4. Halbbrigade wurde mit der 2., die 5. mit der 2. und die 6. mit der 1. Halbbrigade verschmolzen. Im Versuch, die Desertionen zu vermindern, wurden die drei Halbbrigaden zusätzlich nach Frankreich verlegt. |
| Herkunft Kader, Truppe            | Aus der Helvetischen Republik. |
| Besitzer, Kommandant, Namensgeber | Als erste Kommandanten wurden ernannt: - 1. Helvetische Halbbrigade: Vorgesehen vom Direktorium der Helvetischen Republik war Johann(es) Weber, aus Brüttelen BE, der jedoch wegen seiner antifranzösischen Vergangenheit von General Schauenburg nicht akzeptiert wurde. Er übergab das Kommando an Oberst François Dominique Perrier aus Estavayer-le-Lac; Bataillonskommandanten: Johannes Merian von Basel, Louis Blanchenay von Morges, Fortunat Anton Rudolf Hartmannis aus Graubünden; - 2. Helvetische Halbbrigade: Oberst Jost Schwytzer von Buonas; Bataillonskommandanten: Samuel Turtaz von Orbe, Beat Felber von Luzern, Joseph Crosier von Estavayer. - 3. Helvetische Halbbrigade: Oberst Melchior Zwicky von Mollis. Bataillonskommandanten: Georges Bazin aus Duillier, Jeremias Obertäufer von Herisau, Alois Jost von Zizers; - 4. Helvetische Halbbrigade: Oberst Beat Ludwig von Wattenwyl aus Bern; - 5. Helvetische Halbbrigade: Oberst Carl Ludwig Samuel Turtaz aus Orbe; - 6. Helvetische Halbbrigade: Oberst Johannes Tobler von Appenzell; ab 1800 kommandierten: - 1. Helvetische Halbbrigade: Oberst François Dominique Perrier; - 2. Helvetische Halbbrigade: Oberst Beat Ludwig von Wattenwyl; - 3. Helvetische Halbbrigade: Oberst Carl Ludwig Samuel Turtaz, ab Dezember 1800 von Oberst Andreas Ragettli aus Flims gefolgt. |
| Einsatz, Ereignisse               | Die Halbbrigaden waren primär zum Schutz der Helvetischen Republik bestimmt. General Massena, unter Ober-General Schauenburg Kommandant der französischen Besatzungsmacht in der Schweiz, setzte 1798 die 1. Halbbrigade bereits bei der Niederschlagung von Aufständen im Berner Oberland ein und 1799 alle Halbbrigaden in der Ersten Schlacht um Zürich. Die 1. Halbbrigade war schon im März mit Schanz- und Befestigungsarbeiten im Norden der Stadt Zürich beschäftigt, wurde dann nach Zurzach verlegt und beim Anrücken von Erzherzog Karl in den Raum Koblenz-Zurzach zurückgenommen. Die 2. Halbbrigade befand sich ab Mai im Fricktal und bei Rheinfelden, während die 3. und 4. Halbbrigade vorerst in Bern und später ebenfalls am Rhein standen. Die 5. Halbbrigade verteidigte unter Adjutant-Major Abraham Rösselet aus Twann und Leutnant Manthe aus Nyon bravourös zwei Redouten auf dem Zürichberg und wurde wegen ihrer grossen Verluste in den Raum Lausanne-Yverdon zurückverlegt. Die 6. Halbbrigade wurde im Raum Brugg-Wildegg eingesetzt. In der Zweiten Schlacht um Zürich waren die Helvetischen Hilfstruppen nicht im Einsatz, mit Ausnahme der 2. Halbbrigade. Sie eroberte, im letzten Moment im Laufschritt herbeigeeilt, unter dem Kommando von Bataillonskommandant Beat Felber aus Luzern (Oberst Jost Schwytzer befand sich am Kriegsgericht in Basel), bei Näfels eine Brücke über die Linth von den Russen zurück und zwang so General Suworow zum Rückzug über den Panixerpass. Die nie erreichten und durch grassierende Desertion betroffenen Sollbestände bewogen das französische Oberkommando im Januar 1800, die sechs auf drei Halbbrigaden zusammenzufassen und in französische Garnisonen zu verlegen: die 1. Halbbrigade nach Mainz, die 2. nach Landau und die 3. nach Strassburg. Sie wurden so, mit einem Bestand von nur noch etwa 2'100 Mann, Teil der französischen Rheinarmee von General Moreau und dort primär zur Bewachung von Strassen und Flussübergängen sowie zur Eskorte von Proviantkolonnen verwendet. So kamen sie in Heidelberg und Waiblingen zum Einsatz und sicherten beispielsweise die Schluchten des Neckars von Heidelberg bis Wiesloch. Sie kämpften im selben Jahr auch im 4. französischen Korps von Divisions-General Bruneteau bei Hohenlinden gegen die bayrisch-österreichischen Truppen unter Johann von Österreich. 1801, nach dem Frieden von Lunéville, wurden die Reste der drei Halbbrigaden von Moreau in Strassburg versammelt und in die Schweiz zurückbeordert: die 1. Halbbrigade nach Basel und im Herbst nach Freiburg, die 2. nach Zürich und später nach Luzern und die 3. nach Lausanne. Da viele Dienstzeiten abgelaufen waren, gestaltete sich der Bestandeserhalt schwierig. Ende 1801 richteten sich die französischen Interessen nach Süden: Die 1. Halbbrigade, mit Rekrutierungsdepot in Freiburg, wurde über Grenoble nach Briançon verlegt. Die 2. Halbbrigade, mit Rekrutierungsdepot in Luzern, verschob sich über Sitten, Simplonpass, Mailand, Mortara, Salo am Gardasee nach Ravenna. Die 3. Halbbrigade zog über Genf, Chambéry, Valence, Montélimar, Avignon und Aix-en-Provence nach Toulon. Sie wurde von dort im Januar 1802 von General Morand auf der Fregatte L’Hirondelle und der Korvette L’Abeille nach Korsika übergesetzt. Der Stab und das 1. Bataillon belegten Bastia und das 2. und 3. Bataillon Ajaccio. Einzelne Detachemente wurden anschliessend auf den Inseln Capraia und Elba stationiert. 1802 wurde in Ajaccio das 1. Bataillon der 3. Halbbrigade nach den Antillen eingeschifft. Die Proteste des Verwaltungsrates der 3. Halbbrigade, dass dies nicht im Einklang mit der Kapitulation von 1798, die die Verschiffung nicht (ausdrücklich?) erlaube, blieben wirkungslos. Das Helvetische Direktorium setzte sich nicht für sie ein. So fuhr die Truppe mit General Morand auf dem französischen Kriegsschiff «La Redoutable», in Abwesenheit von Bataillonschef Joseph Plazid Ab Yberg aus Schwyz mit Hauptmann Hans Kaspar Wipf aus Schaffhausen (dem Bündner Obersten Andreas Ragettli war die Leitung verweigert worden), in den Feldzug nach St. Domingue (das heutige Haiti) gegen den Sklavenaufstand in dieser französischen Kolonie. Zum Bestand gehörten: - Adjutant-Major: Joseph Ignatius Müller; - Hauptleute: Franz Georg Rüttimann, Thomas François Bianchi, Nazar Ab Yberg, Arnold Egger, Karl Daniel Langhans, Karl Joseph von Flüe, Max Gachet, Ulrich Michel; - Leutnants: Jean François Jaquier, Jean Pierre Gabez, Hans Baptist Gächter aus Rorschach, Hans Zipfer, Georg Kauffmann, Henri Louis Vuillemin, Albert von Flüe, Hans Heinrich Imthurn, Benoit Bruni; - Unterleutnants: François Clous, Joseph Antoine Fidèle Longhy, Christian Heinrich Schmid, Philippe Sandoz, Joseph Theilung, Heinrich Wydler, Leonhard Tremp, Frédéric Rutz, Angelin Weber. - Unter den Soldaten: Johann Konrad Schläpfer, Michel Wetter und Hans Hoffmann aus der Stadt St. Gallen; Gerli und Vogt aus Altstätten im Rheintal; Joseph Girard aus Gossau, Matthäus Schlittler aus Niderfuhren und Thomas Legler aus Glarus. Die Verluste in der Schlacht von Vertières waren beträchtlich. Von den 635 Mann überlebten den Feldzug nur 11. Am meisten Opfer forderte das Gelbfieber, gegen das die Einheimischen immun waren. Die Expedition war, wie die Franzosen, erfolglos. Haiti erkämpfte sich 1804 die Unabhängigkeit. Im Herbst 1802 musste das Helvetische Direktorium im Stecklikrieg unter dem Druck der von General Bachmann geführten Aufständischen von Bern nach Lausanne flüchten. Die zu Hilfe gerufenen 1. und 2. Halbbrigaden wurden von Napoleon nur zögerlich nach Lausanne verlegt. General Rapp erreichte vorerst einen Waffenstillstand, aber erst ein erneuter französischer Einmarsch in die Schweiz beendete die Feindseligkeiten, kurz bevor das Helvetische Direktorium über den Genfersee nach Savoyen flüchten musste. Im November 1802, ergänzte die 1. Halbbrigade dann die Besatzung von Besançon, und die 2. Halbbrigade verschob sich über Genf, Turin und Vercelli, nach Forlí. 1803 wurde die 1. Halbbrigade zum Küstenschutz nach La Rochelle verlegt mit Detachementen in Bayonne, Rochefort und Nantes. Napoleon liess daraus ein Elitebataillon ausgliedern, das unter Fortunat Anton Rudolf Hartmannis nach Samer (östlich von Boulogne) zog. Es wurde auf französischen Kriegsschiffen eingesetzt, wobei Teile in englische Gefangenschaft gerieten. Eine Abordnung der 1. Halbbrigade vertrat die Schweizer Truppen 1804 auch an der Kaiserkrönung von Napoleon. Das 1. Bataillon der 2. Halbbrigade wurde bis 1805 nach Neapel und das 2. und 3. Bataillon über Rimini, Bologna, Ferrara und Legnano nach Forlí verschoben, bevor 1805 alle drei Halbbrigaden in Livorno zusammengezogen und in das 1. Schweizer Regiment eingegliedert wurden. |

Die Werbung für diese französischen Hilfstruppen war unergiebig. Zu viele wehrfähige Schweizer waren ins Exil geflohen, den Emigranten-Regimentern beigetreten oder hatten sich den antifranzösischen Kräften angeschlossen. Zudem stand der Werbung auch die Aufstellung einer eigenständigen Schweizer Legion von 22'000 Mann unter General Augustin Keller, aus Solothurn, und Generalstabchef Johann Gaudenz von Salis-Seewis, von Seewis im Prättigau, durch das Helvetische Direktorium entgegen, die aber nicht einmal 4'000 Mann erreichte.
1799 kam deshalb das Direktorium (Johann Lukas Legrand, Pierre-Maurice Glayre, Urs Viktor Oberlin, David Ludwig Bay und Alphons Pfyffer) mit Massena überein, die vorhandenen Schweizer Regimenter, mit Ausnahme der 100 Mann der königlichen Schweizergarde und des Walliser Regiments Beli, des in Piemont bei der französischen Invasion 1798 abgedankten Königs Viktor Amadeus III. in eine Helvetische Legion unter französischem Kommando umzugruppieren.
| Bezeichnung, Einsatzdauer         | (77fra) 1. Helvetische Legion 1799–1800 (78fra) 2. Helvetische Legion 1799–1800 (79fra) Regiment Beli 1799–1800 |
| Jahr, Vertragspartner             | 1799, Offensiv- und Defensivbündnis mit Kapitulation der Ersten Französischen Republik mit dem Direktorium der Helvetischen Republik. |
| Bestand, Formation                | Etwa 2'000 Mann in 2 Helvetischen Legionen als 2 Halbbrigaden mit je 3 Bataillonen. |
| Herkunft Kader, Truppe            | Aus den 1798 aufgehobenen Schweizer Regimentern in savoyisch-sardinischem Dienst: von Ernst (Bern), von Belmont (Wallis), Schmid (Glarus), Zimmermann (Luzern), Bachmann (St. Gallen und Appenzell), Peyer im Hof (Schaffhausen, Zug, Schwyz, Uri und Obwalden) gebildet. Das Regiment Beli (Oberst Johann Rudolf Beli, 1742 von Graubünden bewilligt) wurde nicht einbezogen. Die Konkurrenz um die Offizierspatente verhinderte dies. Die Mehrheit der Offiziere der Schweizer Legionen waren Schweizer. Bei der Mannschaft stammte ein grösserer Teil von ausserhalb der Schweiz. 1800 wurden die Reste des Regiments Beli letztlich aber doch auf die zwei Helvetischen Legionen aufgeteilt. |
| Besitzer, Kommandant, Namensgeber | Die Kommandanten waren: - 1. Helvetische Legion: Oberst Johann Franz Martin Belmont; - 2. Helvetische Legion: Oberst Franz Friedrich Samuel von Ernst aus Bern. |
| Einsatz, Ereignisse               | Die zwei Helvetischen Legionen hatten 1799 unter General Joubert in Oberitalien schwere Verluste zu verkraften: an der Etsch zwischen Legnano und Postrengo (bei Verona) mit unentschiedenem Ausgang und in der verlorenen Schlacht bei Magnano. Dort wurde die ganze 1. Helvetische Legion gefangen genommen und, zusammen mit den Schweizern, der nach der gegen Suworow verlorenen Schlacht von Cassano 1799 abgeführten Besatzung von Alexandria, bis 1800 in der Steiermark, in Kärnten und in Ungarn in Kriegsgefangenschaft gehalten. Anders die bei Mantua gefangenen Schweizer. Sie wurden für ein Jahr in Frankreich neutralisiert. Die Reste der Helvetischen Legion wurden schliesslich 1800 in die 3. Helvetische Halbbrigade übernommen, nachdem die Reste des Regiments Beli auf die Legion verteilt worden waren. Nur einige wenige kehrten nach Hause zurück. |

Die Helvetische Verfassung brachte zwar wesentliche Fortschritte in die Schweiz: Bürgerrechte, eine Gebietsreform, staatliche Leistungen (Post, Einheitswährung, Schulwesen), Handels- und Gewerbefreiheit, Säkularisierung und mehr. Aber die Besatzungsmacht beutete die Schweiz gnadenlos aus. Das Staatsvermögen der Republiken Bern, Freiburg, Solothurn, Luzern und Zürich sowie ihre Zeughausbestände wurden beschlagnahmt und zusätzlich noch eine horrende Kriegssteuer von 16 Millionen Livres verordnet. Die Schweiz wurde zum Durchmarschland und Kriegsschauplatz, hatte enorme Requisitionslasten und Kriegsgräuel zu tragen. Sobald die Besatzer den militärischen Griff lockerten, brachen interne Parteienkämpfe aus, bis nach dem Abzug der französischen Truppen 1802 schliesslich die Föderalisten die Überhand gewannen.

## Kampftruppen für Kaiser Napoleon I. zur Eroberung Europas in der Mediationszeit 1803–1813

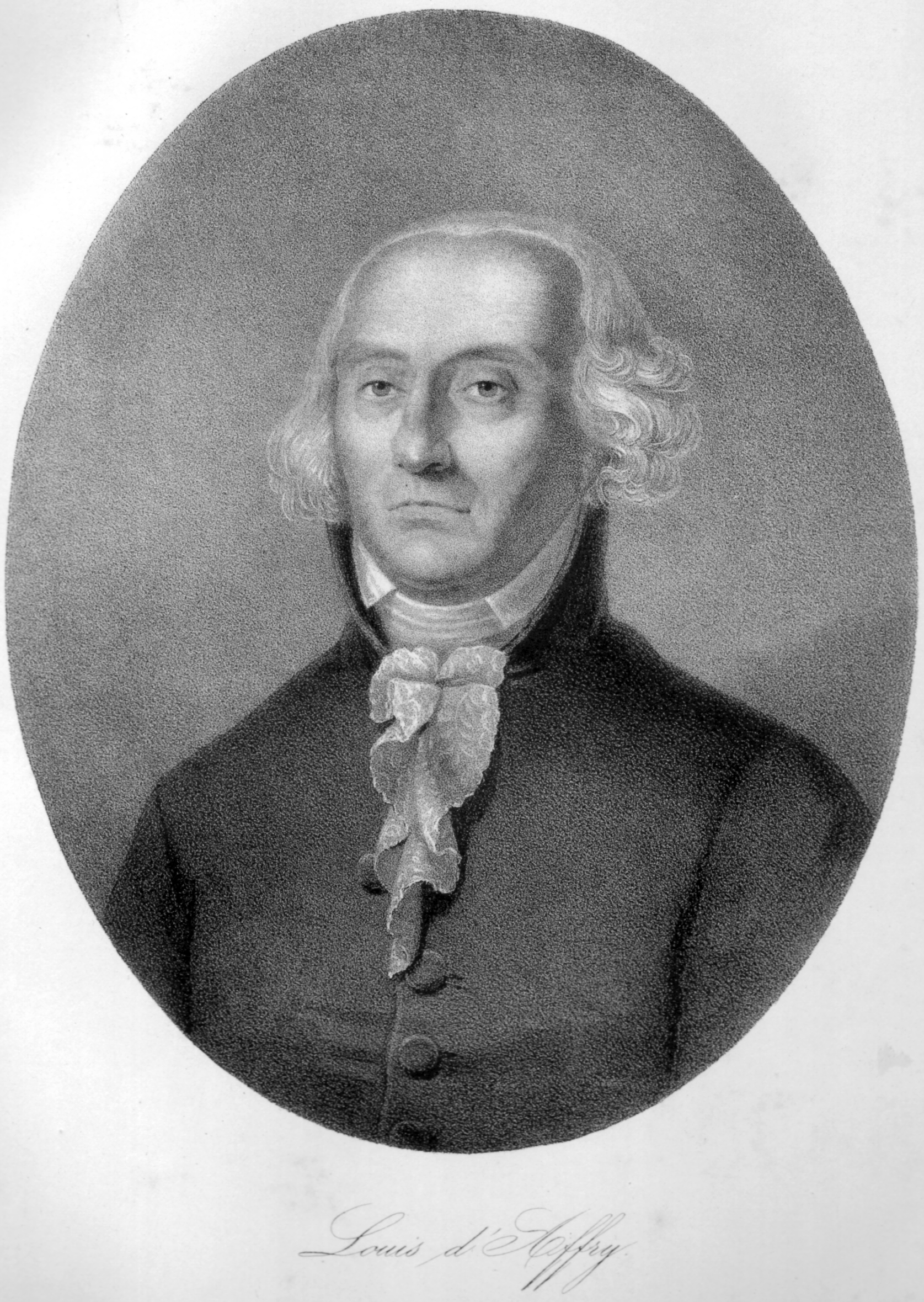
Louis d’Affry Erster Landammann der Schweiz

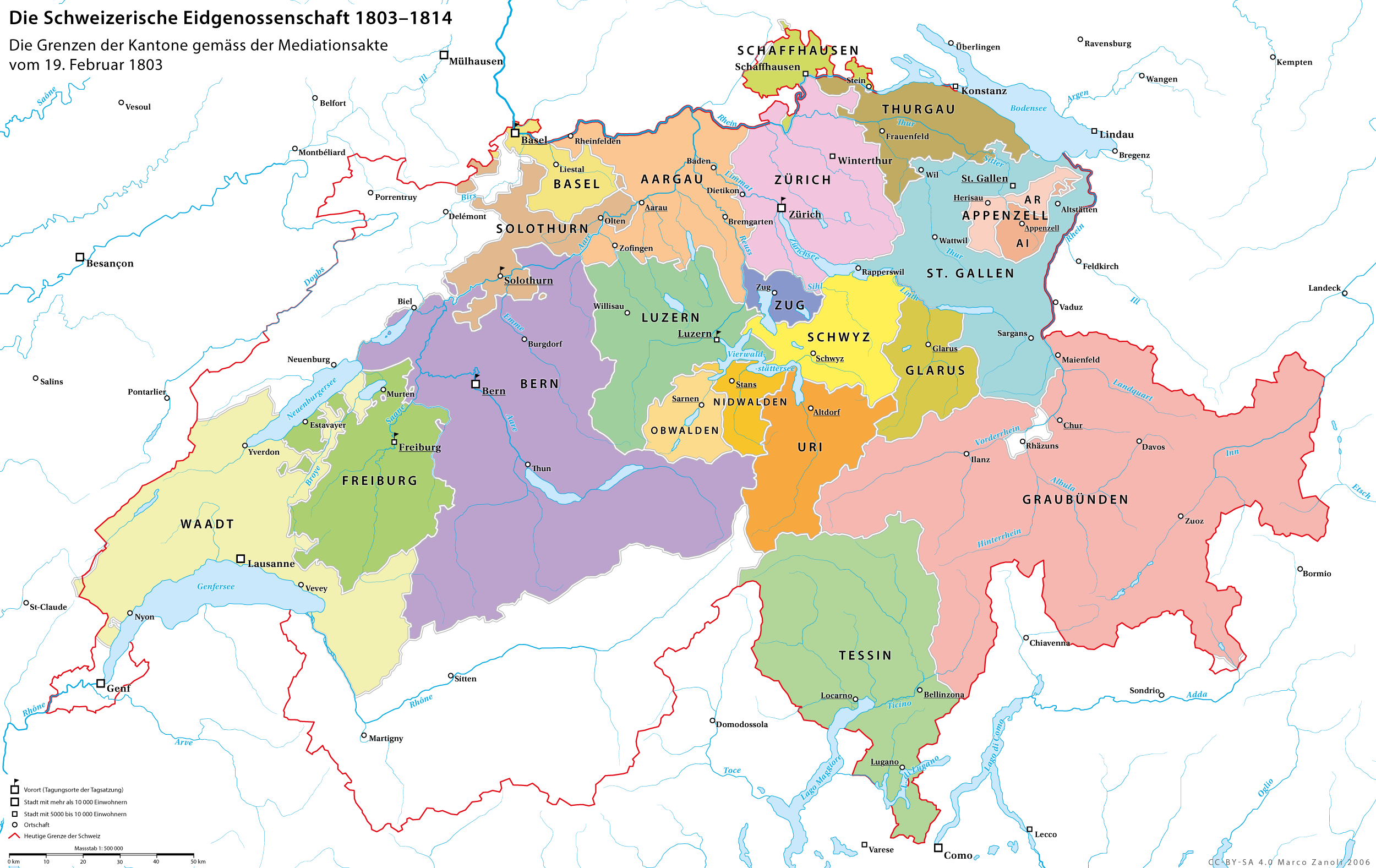
Schweiz in der Mediationszeit 1803–1814

Napoleon ernannte den Föderalisten Louis d’Affry, Schultheiss von Freiburg, zum Landammann der Schweiz und überreichte ihm 1803 die Mediationsakte. Auf eine Volksabstimmung wurde verzichtet. Damit war die Alte Eidgenossenschaft aufgehoben und es begann die föderalistische Schweizerische Eidgenossenschaft faktisch als Vasallenstaat Frankreichs. Aber die turbulenten Zeiten wurden von äusserem und innerem Frieden abgelöst. Die Wirtschaft und der allgemeine Zustand des Landes erholten sich. Die Industrialisierung der Schweiz begann mit der Textil- und der Maschinenindustrie. Es bildete sich ein erstes Nationalgefühl (Unspunnenfest) aus und auf vielen Gebieten wurden die Reformen der Helvetik weitergeführt. Schweizer Pädagogik (Johann Heinrich Pestalozzi) und Schulwesen erreichten internationalen Ruf. Gemeinnützige Werke entstanden (Linthkorrektion).
Bereits 1803 unterzeichnete die Tagsatzung mit dem französischen Gesandten Michel Ney, Vertreter der Ersten Französischen Republik, in Freiburg ein Defensivbündnis und eine Militärkapitulation auf 25 Jahre und war damit in die französische Allianz gegen Europa eingebunden:
- Frankreich verlangte 16'000 Mann oder, falls französisches Gebiet vom Feind besetzt würde, 24'000 Mann in 4 Regimentern (plus 1 Depotregiment à 1'000 Mann pro Regiment) in 2 Brigaden unter schweizerischen Generälen;
- Jedes Jahr wurden an der polytechnischen Schule in Paris 20 Plätze für junge Schweizer reserviert;
- Die Uniformen waren rot mit gelben, königsblauen, schwarzen oder himmelblauen Aufschlägen, je nach Regiment;
- Freie Religionsausübung und eigene Gerichtsbarkeit wurden zugestanden;
- Die Truppen durften nicht ausserhalb des europäischen Festlandes eingesetzt werden;
- Die Dienstzeit für Soldaten war 4 Jahre und Wiedereinstellung gestattet;
- Das Rückrufsrecht bei Eigenbedarf wurde festgelegt;
- Auch die Salzversorgung wurde neu geregelt: die Zwangsabnahme von 200'000 Zentner Salz jährlich kam allerdings einer Tributleistung gleich.

Die Werbung dieser Schweizer Truppen beanspruchte Zeit und musste schliesslich von den Kantonen und Gemeinden übernommen werden, die auch trotz immer höherer Zusatzhandgelder ihre Quoten nur schwer erfüllen konnten. Auch wenn die erhöhte Arbeitslosigkeit wegen der Kontinentalsperre zeitweise die Situation entspannte: Der Griff zum Abschieben von Missliebigen und der Verurteilung von Straftätern aus minderstem Anlass zum Solddienst förderte die Desertion. Napoleon drohte mit Zwangsmassnahmen, sogar mit der Annexion. 1812 gestand er der Tagsatzung aber dann doch eine Reduktion der Regimenter auf 3 Bataillone und 1 Depot-Halbbataillon mit je 1'000 Mann zu, also 12'000 Mann total. Dazu sollte die Schweiz jährlich 2'000 Rekruten stellen, bei einem Krieg in Deutschland und/oder Italien 3'000.
| Bezeichnung, Einsatzdauer         | (80fra) 1. Schweizer Regiment 1805–1815 |
| Jahr, Vertragspartner             | 1805: Die Tagsatzung mit Kaiser Napoleon I., gemäss Militärkapitulation von 1803. |
| Bestand, Formation                | Sollbestand: 4'000 Mann in 4 Bataillonen mit 9 Kompanien von 112 Mann (plus 1 Depotregiment à 1'000 Mann). 1812: Reduktion der Anforderung auf 3 Bataillone mit je 1'000 Mann (plus 1 Depot-Halbbataillon à 500 Mann). |
| Herkunft Kader, Truppe            | Das 1. und 2. Bataillon wurde aus der 3. Helvetischen Halbbrigade, das 3. Bataillon aus der 1. Helvetischen Halbbrigade und das 4. Bataillon aus der 2. Helvetischen Halbbrigade gebildet. |
| Besitzer, Kommandant, Namensgeber | Kommandanten waren: - Oberst Andreas Ragettli aus Flims, nach der Schlacht an der Beresina vermisst; - ab 1812: Oberst Rodolphe Real de Chapelle. |
| Einsatz, Ereignisse               | Anmarsch 1. Schweizer Regiment zum Russlandfeldzug 1812 (Karte zeigt heutige Landesgrenzen)Schweizer Grenadier 1812 Das 1. Schweizer Regiment nahm an 16 Schlachten teil: 1805 – Trafalgar, Maida und Castel-Franco, 1806 – Sainte-Euphemie und Rogliano, 1807 – Rolonda, Sainte-Euphemie, Sainte-Ambrosio und Capri, 1809 – Capri, 1812 – Wilna, zwei Mal Polotsk, Beresina und Wilna, 1813 – Bremen. Das Regiment wurde Teil der italienischen Armee Napoleons und 1806 nach Neapel verlegt. Sie diente König Joseph I., dem Bruder von Napoleon und ab 1808 König Joachim I, seinem Schwager. Das Regiment verliess Neapel erst, als es 1812, aus Kalabrien kommend, zusammen mit den anderen drei Schweizer Regimentern und dem Neuenburger Bataillon bei Stettin für den fatalen Russlandfeldzug zusammengezogen wurde. Ragettli traf mit den Bataillonskommandanten Scheuchzer und Dulliker dort ein. Dufresne war in Piacenza zurückgeblieben. Die vier Schweizer Regimenter wurden dem auf der nördlichen Flanke operierenden Korps von General Oudinot zugeteilt. Sie hatten vor allem den Rückzug der geschlagenen und sich auflösenden Grande Armée nach Wilna (Vilnius) zu decken. Die Schweizer Regimenter zahlten bei der ersten und zweiten Schlacht bei Polosk, hauptsächlich jedoch an der Beresina, wo sie 80 % der Bestände verloren, aber auch Krankheiten und der extrem kalten Witterung bei schlechtester Versorgungslage (Verpflegung, Material und vor allem Munition!) einen aussergewöhnlich hohen Tribut. Nur 700 Schweizer sollen aus Russland zurückgekehrt sein, die meisten arbeitsunfähig und schwer behindert. Nach dem Russlandfeldzug waren die Regimenter durch die grossen Verluste auf Depotbataillone reduziert. 1813 befanden sich die 4 Regimenter/Depotbataillone an verschiedenen Orten im Einsatz und nahmen nicht an der Völkerschlacht bei Leipzig teil. 1814 beim Sturz Napoleons unterstellte die Tagsatzung die Schweizer Truppen in französischen Diensten dem wieder installierten Bourbonen Ludwig XVIII. und liess es dabei, als der verbannte Napoleon 1815 überraschend von der Insel Elba nach Paris zurückkehrte und die Regierung für hundert Tage wieder übernehmen konnte. Mit Ausnahme der vier Schweizer Regimenter lief die französische Armee zu ihm über. Im selben Jahr rief die Schweiz nach einigem Zögern ihre Truppen zurück. Sie wurden am 2. April 1815 schliesslich von Napoleon per Dekret entlassen. Dessen Versuch, die Regimentskommandanten direkt umzustimmen, war nur bei einem Teil der Angehörigen des 3. Schweizer Regiments erfolgreich gewesen. |

| Bezeichnung, Einsatzdauer         | (81fra) 2. Schweizer Regiment 1806–1815 |
| Jahr, Vertragspartner             | 1805: Die Tagsatzung mit Kaiser Napoleon I., gemäss Militärkapitulation von 1803. |
| Bestand, Formation                | Sollbestand: 4'000 Mann in 4 Bataillonen mit 9 Kompanien von 112 Mann (plus 1 Depotregiment à 1'000 Mann). 1812: Reduktion der Anforderung auf 3 Bataillone mit je 1'000 Mann (plus 1 Depot-Halbbataillon à 500 Mann). |
| Herkunft Kader, Truppe            | Aus der Eidgenossenschaft. |
| Besitzer, Kommandant, Namensgeber | Kommandant war: - Oberst Josef Xaver Segesser von Brunegg bis 1806 - Oberst Nicolas Antoine Xavier de Castella de Berlens aus Freiburg ab 1807, er wurde an der Beresina schwer verwundet; - ab 1812: Oberst Joseph Plazid Ab Yberg. |
| Einsatz, Ereignisse               | Das 2. Schweizer Regiment war an 18 Schlachten beteiligt: 1808 – La Grenouilliere, Roses, Figuieres, und Evora, 1809 – Coruna, Ferrol, Oporto, Gerona, und Burgos, 1810 – Burgos, Corales, Toro, und Ribas, 1811 – Katalonien, 1812 – Belver, Polotsk, und Beresina, 1814 – Schlettstadt. Das Regiment war vor allem im Einsatz in Spanien. Es wurde dann 1812, aus Marseille und Toulon kommend, zusammen mit den anderen drei Schweizer Regimentern und dem Neuenburger Bataillon bei Stettin für den fatalen Russlandfeldzug zusammengezogen. Oberst Castella verfügte dort über die Bataillonskommandanten Franz Peter Niklaus Von der Weid von Seedorf, Joseph Ignaz von Flüe und Hauptmann Hartmann Füßli. Nach dem Russlandfeldzug war das Regiment durch seine grossen Verluste auf ein Depotbataillon reduziert und wurde 1815 aufgelöst (siehe bei 1. Schweizer Regiment). |

| Bezeichnung, Einsatzdauer         | (82fra) 3. Schweizer Regiment 1806–1815 | |
| Jahr, Vertragspartner             | 1805: Die Tagsatzung mit Kaiser Napoleon I., gemäss Militärkapitulation von 1803. | 1805: Die Tagsatzung mit Kaiser Napoleon I., gemäss Militärkapitulation von 1803. |
| Bestand, Formation                | Sollbestand: 4'000 Mann in 4 Bataillonen mit 9 Kompanien von 112 Mann (plus 1 Depotregiment à 1'000 Mann). 1812: Reduktion der Anforderung auf 3 Bataillone mit je 1'000 Mann (plus 1 Depot-Halbbataillon à 500 Mann). | Sollbestand: 4'000 Mann in 4 Bataillonen mit 9 Kompanien von 112 Mann (plus 1 Depotregiment à 1'000 Mann). 1812: Reduktion der Anforderung auf 3 Bataillone mit je 1'000 Mann (plus 1 Depot-Halbbataillon à 500 Mann).                                                                      |
| Herkunft Kader, Truppe            | Aus der Eidgenossenschaft. | Aus der Eidgenossenschaft. |
| Besitzer, Kommandant, Namensgeber | Kommandant war: - Oberst Rudolf Beat Ludwig von May aus Bern, 1808 gefangen genommen in Bailén, verblieb 1812 in Lille; - ab 1808 Oberst Friedrich Georg Thomasset von Orbe, 1810 Generalstabschef der Kavallerieabteilung der 9. Armee; - ab 1810 Major Jonathan von Graffenried aus Bern. | Kommandant war: - Oberst Rudolf Beat Ludwig von May aus Bern, 1808 gefangen genommen in Bailén, verblieb 1812 in Lille; - ab 1808 Oberst Friedrich Georg Thomasset von Orbe, 1810 Generalstabschef der Kavallerieabteilung der 9. Armee; - ab 1810 Major Jonathan von Graffenried aus Bern. |
| Einsatz, Ereignisse               | Das 3. Schweizer Regiment hatte sein Rekrutierungsdepot in Lille und kämpfte in 15 Schlachten: 1808 – Jaen, Bailen, und Cara-de-Deu, 1809 – Tuy und Oporto, 1810 – Cádiz, León, Pueblo, und Sanabria, 1812 – Drissa, Polotsk, Lepel, Beresina, und Wilna, 1814 – Besançon. Als erstes marschierte das 1. Bataillon, Charles d’Affry, Freiburg, vom Regimentskommandanten begleitet, nach Andalusien zum Korps von General Dupont. Dieses (2e Corps d’Observation de la Gironde) bestand, neben einer Kavalleriedivision und einer starken Artillerie- und Genieabteilung mit 38 Geschützen, aus drei Infanteriedivisionen, total aus 24'000 Mann. Das Bataillon mit Oberst von May, Bataillonskommandant d’Affry, Adjutant-Major Karl-Emmanuel von der Weid aus Freiburg, Hauptmann Rudolf Karl Amédée von Muralt aus Bern und 1'178 Mann war der 2. Infanteriedivision von General Vedel unterstellt. In der 1. Infanteriedivision von General Barbou zugeteilt war das 3. Bataillon aus dem 4. Schweizer Regiment mit dem zweiten Oberst (Colonel en second) Nicolaus Freuler aus Glarus, Bataillonskommandant Ludwig Christen aus Unterwalden, Hauptmann Johannes Landolt aus Zürich, Leutnant Kaspar Schumacher aus Luzern, Feldweibel Georg Heidegger aus Zürich und 709 Soldaten. Diese beiden «roten» Schweizer Bataillone von Dupont und die beiden in Madrid von Dupont gefangen genommenen spanischen (der von Napoleon abgesetzten spanischen Bourbonen) «blauen» Schweizer Regimenter Jung-Reding und de Preux auf französischer Seite gerieten 1808 in der Schlacht von Bailén in eine tragische Situation. Es kam einmal mehr zur Direktbegegnung von Schweizer Truppen in gegnerischen Reihen. Auf spanischer Seite, in den Reihen der Aufständischen, kämpften nämlich unter Theodor von Reding die den spanischen Bourbonen treuen vier «blauen» Schweizer Regimenter Wimpfen, Alt-Reding, von Reding und Traxler. Das französische «blaue» Regiment Jung-Reding warf dabei das spanische «blaue» Regiment Alt-Reding aus seinen Stellungen. Als das Gerücht eines Waffenstillstandes umging, liefen viele Angehörige der französischen «blauen» Regimenter Jung-Reding und de Preux, trotz der Bemühungen der Offiziere, zu Theodor von Reding über. Die Schlacht endete daraufhin mit dem Sieg von Redings und der Kapitulation Duponts. Die Lorbeeren dafür erntete der Oberbefehlshaber Castanos, der allerdings in Bailen gar nicht anwesend war! Dieser Sieg zerstörte den Nimbus der Unbesiegbarkeit der napoleonischen Truppen und führte zur Gefangennahme von General Dupont und, zusammen mit den gut 17'000 französischen Gefangenen, auch von rund 1'700 Schweizer Truppenangehörigen, darunter Oberst Ludwig von May. Anders als die Offiziere, die nach einiger Zeit wieder frei kamen, wurde die Mannschaft lange in spanischer Gefangenschaft gehalten: zuerst unter miserabelsten Bedingungen auf abgewrackten Kriegsschiffen bei Cádiz (pontons von Cádiz) und dann bis 1815 auf der Insel Cabrera. Das 3. Schweizer Regiment allein verlor über 1'000 Mann. Nur Wenige überlebten. Als zweites verschob sich das 2. Bataillon, Jonathan von Graffenried, Bern, nach Nordspanien zum Korps von General Bersiéres (später Soult) und wurde dort im Guerillakrieg praktisch aufgerieben. Das 3. Bataillon, Emil Andreas von Peyer-Imhof, Luzern, war erst 1808 komplett und wurde nach Flandern zur Bewachung an der belgischen Küste westlich der Schelde und beim Kanalbau Schelde-Oise eingesetzt, mit Lager in Bellicourt bei St. Quentin. Ab 1810 befand es sich auf den Inseln im Mündungsgebiet der Maas sowie in Breda und litt stark unter der grassierenden Malaria. Das 4. Bataillon, Johann Baptist Bucher, Nidwalden, konnte erst 1809 losmarschieren und war, wie das 3., in Flandern für die Küstenverteidigung in Dünkirchen, später in Brügge und auf den Inseln im Mündungsgebiet der Schelde als Teil der 17. französischen Militärdivision eingesetzt. Das Regiment wurde 1811 in Bergen-op-Zoom erstmals vereinigt, auf 1'750 Mann aufrekrutiert und zusammen mit den anderen drei Schweizer Regimentern und dem Neuenburger Bataillon bei Stettin für den fatalen Russlandfeldzug zusammengezogen. Oberst Thomasset verfügte dort über die Bataillonskommandanten Peyer Im Hof, Hieronimus Weltner, von Graffenried sowie Bucher im Depot in Lille. Nach dem Russlandfeldzug war das Regiment durch seine grossen Verluste auf ein Depotbataillon reduziert und wurde 1815 entlassen (siehe bei 1. Schweizer Regiment). Einige Regimentsangehörige liessen sich anschliessend vom 2. Fremden-Regiment, dem Bataillon Stoffel anwerben. | |

| Bezeichnung, Einsatzdauer         | (83fra) 4. Schweizer Regiment 1806–1815 |
| Jahr, Vertragspartner             | 1805: Die Tagsatzung mit Kaiser Napoleon I., gemäss Militärkapitulation von 1803. |
| Bestand, Formation                | Sollbestand: 4'000 Mann in 4 Bataillonen mit 9 Kompanien von 112 Mann (plus 1 Depotregiment à 1'000 Mann). 1812: Reduktion der Anforderung auf 3 Bataillone mit je 1'000 Mann (plus 1 Depot-Halbbataillon à 500 Mann). |
| Herkunft Kader, Truppe            | Aus der Eidgenossenschaft. |
| Besitzer, Kommandant, Namensgeber | Kommandant war: - Oberst François Dominique Perrier aus Estavayer-le-Lac; - ab 1810: Oberst Charles Philippe d’Affry aus Freiburg. |
| Einsatz, Ereignisse               | Das 4. Schweizer Regiment kam 22 Mal zum Einsatz: 1807 – Heilsberg und Friedland, 1808 – Lissabon, Alcolea, Obidos, Rolicia, und Vimeiro, 1809 – Chaves, Tuy, und Oporto, 1810 – Valladolid, 1811 – Magas, 1812 – Roa, Llanguez, Polotsk, Beresina, Borisow, Cedano, Wilna, und Kowno, 1813 – Delfzyl, 1814 – Besançon. Das Regiment lag vorerst in Frankreich, bevor es 1807 in Ostpreussen und anschließend 1808 auf der iberischen Halbinsel eingesetzt wurde. Dieser Krieg von 1807 bis 1814 in Spanien wurde mit unerbittlicher Härte geführt, auch gegen Zivilisten. Die Guerilla hatte die Grenze zwischen Zivilbevölkerung und Kombattanten verwischt. Die verstörenden Bilder des zeitgenössischen spanischen Malers Francisco de Goya i Lucientes zeugen eindrücklich davon. Das 3. Bataillon des Regiments geriet 1808 zusammen mit dem 1. Bataillon aus dem 3. Schweizer Regiment im Korps von General Dupont in der Schlacht von Bailén in eine tragische Situation (siehe bei 3. Schweizer Regiment). Das Regiment wurde 1812, aus Cherbourg kommend, zusammen mit den anderen drei Schweizer Regimentern und dem Neuenburger Bataillon bei Stettin für den fatalen Russlandfeldzug zusammengezogen. Oberst d’Affry verfügte dort über die Bataillonskommandanten Bleuler, de Maillardoz und Im Thurn. Nach dem Russlandfeldzug war das Regiment durch seine grossen Verluste auf ein Depotbataillon reduziert und wurde 1815 entlassen (siehe bei 1. Schweizer Regiment). |

| Bezeichnung, Einsatzdauer         | (84fra) Walliser Bataillon 1805–1811 |
| Jahr, Vertragspartner             | 1805, Militärkapitulation mit sechzehn Paragrafen des Staatsrats Anton Valentin Sigristen der 1802 durch Frankreich von der Helvetischen Republik abgetrennten Republik Wallis mit Kaiser Napoleon I.: - Ausschliesslich Freiwillige, zwischen 18 und 40 Jahre alt, mindestens 1,57 m Körpergrösse, für eine Dienstzeit von 4 Jahren; - Rote Uniform mit weissen Aufschlägen; - Eigene Gerichtsbarkeit und freie Religionsausübung; - Kein Dienst in den französischen Kolonien; - Direkter Zugang des Bataillonskommandanten zum französischen Kriegsminister (d. h. nicht dem Generalobersten der Schweizer und Bündner Truppen zugeordnet!). |
| Bestand, Formation                | 1 Bataillon mit Stab von 661 Offizieren, Unteroffizieren und Soldaten in 4 Füsilier- und 1 Grenadierkompanie. |
| Herkunft Kader, Truppe            | Aus der Republik Wallis. |
| Besitzer, Kommandant, Namensgeber | Kommandanten waren: - Charles-Joseph-Marie-Louis de Bons aus Saint-Maurice, 1808 bei Gerona schwer verwundet; - Ab 1808: Pierre Joseph Blanc aus Ayent in Vertretung, 1810 als Kommandant. |
| Einsatz, Ereignisse               | Die Aushebung zog sich dahin, obwohl Napoleon inzwischen die Anforderungen bezüglich Körpergrösse und Kompaniestärke (von 129 auf 83 Mann) gelockert hatte. Die Diskussionen zwischen dem französischen Kriegsminister und dem Staatsrat über die Besetzung der Offiziersstellen dauerten. Auch wurde die Aushebung der Mannschaft durch das Schweizer Regiment de Preux in spanischen Diensten sowie die Bildung einer eigenen Garde für die Republik Wallis von 600 Mann konkurrenziert. Das Walliser Bataillon wurde dem Entsatzheer von General Reille unterstellt, der das in Barcelona vom Spanischen Aufstand eingeschlossene Korps von General Duhesme entlasten sollte und wurde in Katalonien eingesetzt. 1808 endlich erreichte es Reilles Truppe in Perpignan und geriet im ersten Einsatz, als Eskorte eines Getreidetransportes nach Süden, gleich in einen Hinterhalt, in dem es sich ausgezeichnet bewährte. In der Brigade von General Joba wurde das Walliser Bataillon durch Kampfeinsätze bei den Belagerungen von Gerona, der Festung Roses sowie durch das ungewohnte Klima, Seuchen und Erschöpfung bei mangelhafter Versorgung, trotz regelmässigem Rekrutennachschub, auf etwa die Hälfte reduziert. Die Hauptaufgabe des Bataillons blieb der Dienst als Eskorte der französischen Requisitionseinheiten gegen die Aufständischen ausserhalb der gesicherten Städte. 1810 annektierte Napoleon das Wallis und erklärte es zum Département Simplon (die Pässe Simplon und Grosser St. Bernhard waren von strategischer Bedeutung), zog das Walliser Bataillon aus Spanien ab und wandelte es zum 3. Bataillon des französischen 11. leichten Infanterie-Regiments. |

| Bezeichnung, Einsatzdauer         | (85fra) Neuenburger Bataillon 1807–1814 | (85fra) Neuenburger Bataillon 1807–1814 |
| Jahr, Vertragspartner             | 1807, kaiserlicher Erlass, vom französischen Kriegsminister, Marschall Louis-Alexandre Berthier, Fürst von Neuenburg und Valangin, veranlasst. | 1807, kaiserlicher Erlass, vom französischen Kriegsminister, Marschall Louis-Alexandre Berthier, Fürst von Neuenburg und Valangin, veranlasst. |
| Bestand, Formation                | 1 Bataillon mit 875 Mann in 1 kleinen Stab, 4 Füsilier-, 1 Voltigeur- und 1 Grenadierkompanien mit einem Kompaniebestand von 160 Mann (3 Offiziere, 6 Unteroffiziere, 2 Tambouren und 2 Soldatenkinder inklusive) sowie gelber Uniform mit roten Aufschlägen («les canaris», deutsch: die Kanarienvögel). Die Rekrutierung war offenbar mühsam. Ende 1807 befanden sich erst 479 Offiziere und Soldaten im Depot Besançon in Ausbildung! 1808 teilte Napoleon dem Bataillon eine Artilleriebatterie von 83 Mann mit 2 Geschützen Kaliber 6 und Munitionswagen zu. | 1 Bataillon mit 875 Mann in 1 kleinen Stab, 4 Füsilier-, 1 Voltigeur- und 1 Grenadierkompanien mit einem Kompaniebestand von 160 Mann (3 Offiziere, 6 Unteroffiziere, 2 Tambouren und 2 Soldatenkinder inklusive) sowie gelber Uniform mit roten Aufschlägen («les canaris», deutsch: die Kanarienvögel). Die Rekrutierung war offenbar mühsam. Ende 1807 befanden sich erst 479 Offiziere und Soldaten im Depot Besançon in Ausbildung! 1808 teilte Napoleon dem Bataillon eine Artilleriebatterie von 83 Mann mit 2 Geschützen Kaliber 6 und Munitionswagen zu. |
| Herkunft Kader, Truppe            | Aus Neuenburg, dem Wallis und der Eidgenossenschaft. | |
| Besitzer, Kommandant, Namensgeber | Kommandant war: - Hauptmann Jean Henri de Bosset aus Neuenburg. Er starb in Smolensk in Gefangenschaft an einer Krankheit, zwei Jahre nachdem er dort Stadtkommandant geworden war; - ab 1812: Hauptmann Charles Henri d’Andrié von Gorgier. | |
| Einsatz, Ereignisse               | 1808 war das Bataillon in Le Havre gegen die Engländer im Einsatz und wurde durch Todesfälle, Seuchen und Desertion mehr als halbiert, aber bis Ende Jahr wieder retabliert. Im Feldzug 1809 nach Deutschland und Österreich war es dem Hauptquartier der Grande Armée zugeteilt, verantwortlich für den Schutz der Nachrichtenübermittlung. Bei Wagram zeichnete es sich aus bei der Verteidigung einer wichtigen Brücke über die Donau. Im Feldzug nach Spanien nahm es 1810–1812 teil an der Belagerung von Ciudad-Rodrigo und an den Kämpfen in Alcoa, bevor es zusammen mit den vier Schweizer Regimentern bei Stettin zusammengezogen wurde, für den fatalen Russlandfeldzug von 1812. Das Bataillon Neuenburg war mit der Hauptmacht unterwegs, wurde in Smolensk und auf dem Marsch praktisch eliminiert und nahm 1813 in Dresden und in Leipzig nur noch in Kompaniestärke teil. Es wurde 1814 in Chartres abgedankt. | |

Die Niederlage Napoleons 1813 bei Leipzig liess die Verbündeten von Napoleon abfallen und gab der Gegenseite (Russland, Preußen, Österreich und Schweden) Auftrieb. Deren Einmarsch in Paris 1814 führte zur Absetzung Napoleons durch den französischen Senat, seiner Abdankung und Verbannung auf die Insel Elba.
Die Tagsatzung enthob alle Schweizer Truppenangehörigen ihres Eides und unterstellte die 4 Schweizer Depotbataillone dem restaurierten König Ludwig XVIII. Bei der überraschenden Rückkehr Napoleons 1815 wurden sie zurück in die Schweiz gerufen.
| Bezeichnung, Einsatzdauer         | (86fra) Bataillon Stoffel (2. Fremden-Regiment) 1815 |
| Jahr, Vertragspartner             | 1815, Weisung des von Elba zurückgekehrten Napoleon an Kriegsminister Marschall Davout, acht Fremden-Regimenter zu bilden, davon das 2. Fremden-Regiment aus Schweizern. |
| Bestand, Formation                | 1 Bataillon von 526 Mann inklusive 41 Offiziere und 146 Unteroffiziere und Tambouren. |
| Herkunft Kader, Truppe            | Freiwillige aus dem 3. Schweizer Regiment. |
| Besitzer, Kommandant, Namensgeber | Kommandant war: - Oberst Christoph Anton Stoffel aus Arbon. |
| Einsatz, Ereignisse               | Wavre: Pont du Christ (heute)Erinnerungstafel Oberst May vom 3. Schweizer Regiment hatte Paris vor der offiziellen Entlassung seiner Truppe verlassen und war nach Hause zurückgekehrt. Napoleon übergab das Regiment deshalb dem loyalen Oberst Stoffel, der Regimentsangehörige für den Übertritt ins 2. Fremden-Regiment, in Bildung begriffen, gewann. Es entstand ein Bataillon von rund 500 Mann, ein zweites kam nicht zustande. Das Bataillon Stoffel nahm 1815 am Feldzug nach Belgien teil. Es war nicht direkt an der entscheidenden Schlacht bei Waterloo beteiligt, versuchte aber zeitgleich und parallel dazu, als Teil der 10. Division von General Habert, die von den Preussen zäh verteidigte Ortschaft Wavre einzunehmen. Bei zwei erfolglosen Angriffen auf die Brücke «Pont du Christ» über das Flüsschen Dyle verlor das Bataillon 9 Offiziere und 111 Unteroffiziere und Soldaten, sprich rund einen Viertel seines Bestandes. In Wavre gewannen schliesslich die Franzosen. Doch inzwischen war in Waterloo die Schlacht zu Gunsten der Alliierten ausgegangen. Der mutige Einsatz der einzigen Schweizer Truppe an diesem schicksalshaften Tag war tragischerweise vergeblich. Wenige Wochen später wurde das Bataillon Stoffel in Agen mit 52 Offizieren und 312 Unteroffizieren und Soldaten abgedankt und entlassen. |

Die Schlacht bei Waterloo 1815 bedeutete das endgültige Ende Napoleons und seines Kaiserreiches. Er starb 1821 in der Verbannung auf Sankt Helena an Magenkrebs.
Napoleon Bonaparte war ein Phänomen der Französischen Revolution. Er hat ihre Errungenschaften konsolidiert und über den ganzen Kontinent verbreitet. Er tat es zeitweise allein gegen Alle und veränderte Europa dabei nachhaltig. Napoleons Aufstieg war schwindelerregend steil, sein Einfluss ein Jahrzehnt lang allumfassend, sein Fall – mit einem spektakulären Zwischenhalt – abrupt und heftig.
Der Rechtsstaat und das Ideal der (individuellen) Freiheit, die er hinterliess, sind seither ein unverzichtbarer Teil des Selbstverständnisses der Menschen Europas. Den Preis dafür bezahlten sie auf vielen Schlachtfeldern mit Hunderttausenden von Toten, Vertriebenen, Entwurzelten, Invaliden und Geschädigten.

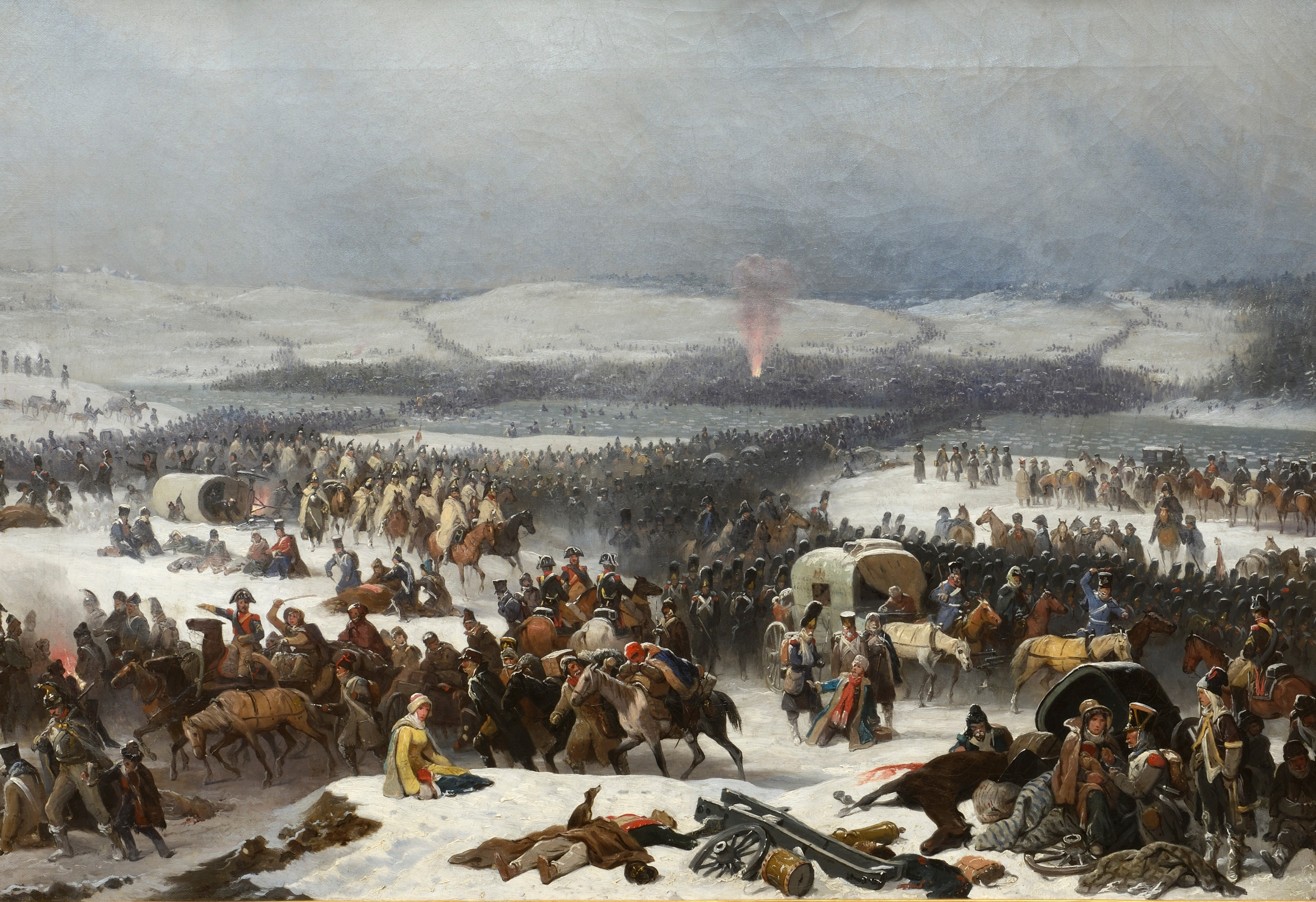
1812: die Reste der vier Schweizer Regimenter und eines holländischen Sappeurbataillons (Brückenbau) ermöglichen den Rückzug der vernichteten Grande Armée über die Beresina

Napoleons Ende war aber nicht das Ende der Schweizer Truppen in französischen Diensten. Deren Geschichte sollte unter seinen Nachfolgern, den Bourbonen der Restauration, weitergehen.